# Башлийски езера
Башлийски езера (или Главнишки езера) са малка езерна група от 4 езера в Пирин, принадлежаща към басейна на Санданска Бистрица, ляв приток на Струма. Намират се в обширния Башлийски циркус между върховете Башлийски, Бъндеришки, Превалски чукар и Типиците. Не са изследвани обстойно, но от известните данни се установява, че големината им е съвсем скромна – 19,4 декара, от които най-голямото има едва 7,8 декара и размери 160 на 100 m. Дълбочината им не е известна, но не е голяма – до 2-3 m. Разположени са почти по паралела, от запад на изток, като най-западното е и най-високото (2461 m, 41°43′24″ с. ш. 23°25′40″ и. д. / 41.723333° с. ш. 23.427778° и. д.) и по този начин се включва между десетте най-високи пирински езера. Останалите три са разположени на изток от първото: второ — на 2430 m, 41°43′19″ с. ш. 23°25′55″ и. д. / 41.721944° с. ш. 23.431944° и. д.; трето — 2313 m, 41°43′00″ с. ш. 23°31′23″ и. д. / 41.716667° с. ш. 23.523056° и. д. и четвърто, най-източно и най-ниско разположеното — 2291 m, 41°43′15″ с. ш. 23°26′13″ и. д. / 41.720833° с. ш. 23.436944° и. д.. Езерата дават началото на река Башлийца, която тече в югозападна посока и е най-горния приток на Санданска Бистрица.
Покрай Башлийските езера минава немаркирана пътеката от хижа Яне Сандански и заслон Спано поле за хижа Вихрен, през Башлийската порта.
По време на Възродителния процес езерата са преименувани на Главнишки езера, но това име не се използва от туристите. 